# Saskatchewan Highway 935
Highway 935 je silnice v kanadské provincii Saskatchewanu. Vede od silnice Highway 165 k silnici Highway 910. Je asi 45 km (28 mil) dlouhá.
Asi 3 km dlouhý úsek silnice Highway 935 prochází skrz indiánskou rezervaci Lac La Ronge First Nation.